# Římskokatolická farnost Moldava
Římskokatolická farnost Moldava (lat. Moldavia) je církevní správní jednotka sdružující římské katolíky na území obce Moldava a v jejím okolí. Organizačně spadá do teplického vikariátu, který je jedním z 10 vikariátů litoměřické diecéze.

## Historie farnosti
Již v roce 1346 byla v místě plebánie. Matriky jsou vedeny od roku 1667.

### Duchovní správcové vedoucí farnost
Začátek působnosti jmenovaného v duchovní správě farnosti od:
- 1644   Joannes Henr. Polag
- 1652   Franciscus Faber
- 1653   S. Peter
- 1655   Maxm. Wanke
- 1668   Jacobus Gigel
- 1670   Martinus Gebhard
- 1673   Joannes Jacobus Scherber
- 1676   Martinus Gebhard
- Michaël Zachent
- Joannes Henricus Struber
- 1689   Joannes Hax
- 1700   Christophorus Michaels
- 1702   Christ. Ign. Fligel
- 1707   Joannes Eichler
- 1717   Franciscus Ign. Kriegner
- 1724   Franciscus Putz
- 1733   Florianus Seibt
- 1740   Joannes Georg. Senff
- 1745   Josephus Franc. Klement
- 1751   Franciscus Ign. Strobel
- 1758   Antonius Waczek
- 1766   Wenc. Sieber, † 20. 3. 1799
- 1791   Ioann. Hablik, n. 30. 11. 1744 Wurschens, o. 24. 12. 1769, † 7. 5. 1827
- 1808   par. vacat
- 1809   Jos. Mildner, n. 1. 7. 1754 Komotau, o. 23. 12. 1779, † 15. 10. 1827
- 1810   par. vacat
- 1811   Anton. Fahry, n. 25. 9. 1777 Bílin, o. 7. 9. 1802, † 24. 9. 1844
- 1816   Franc. Langecker, n. 11. 2. 1785 Leitmeritz, o. 31. 8. 1807, † 29. 9. 1851
- 1819   Laurent. Simon, n. 10. 8. 1782 Karbitz, o. 8. 9. 1805, † 5. 9. 1858
- 1831   Franc. Hoena, n. 26. 7. 1782 Türmitz, o. 20. 8. 1808, † 5. 12. 1835
- 1837   Anton. Marsch, n. 20. 9. 1790 Skyricens., o. 15. 8. 1816, † 26. 2. 1870
- 1844   Wencesl. Gallina, n. 12. 11. 1793 Kosel, o. 23. 8. 1818, † 1858
- 1852   Jos. Gründig, n. 29. 3. 1798 Katharinaberg, o. 7. 9. 1823, † 22. 10. 1877
- 1855   par. vacat, admin. int. Anton. Taubner
- 1857   Anton. Taubner, n. 18. 1. 1815 Ledaviens., o. 3. 8. 1840, † 7. 10. 1886
- 1886   par. vacat, admin. int. Wencesl. Klucker
- 1887   Jos. Passig, n. 13. 12. 1843 Buschullersdorf, o. 15. 7. 1868, † 4. 5. 1925
- 1893   par. vacat, admin. int. Car. Jos. Steiner
- 1894   Joann. Himmer, n. 8. 10. 1852 Prag, o. 20. 7. 1878, † 6. 4. 1935
- 1901   par. vacat, admin. int. Wenc. Havel
- 1902   Wenc. Havel, n. 4. 6. 1865 Budyně, o. 24. 5. 1891, † 10. 8. 1934
- 1911   par. vacat, admin. int. Anton. Hausmann
- 1912   Ign. Göhlert, n. 30. 3. 1874 Brandau, o. 10. 7. 1898
- 1913   Antonín Výtvar, n. 15. 10. 1881 Reichenberg, o. 15. 7. 1906, † 22. 12. 1953
- 1917   Oscar. Diessner, n. 17. 12. 1883 Hostau, o. 14. 7. 1907, † 31. 12. 1927
- 1929   Otto Steinbrecher, n. 12. 11. 1891 Hochstüblau (G), o. 2. 7. 1916, † 14. 8. 1949
- 1. 12. 1941   Leo Cohnen, n. 29. 11. 1909 Aachen (G), o. 28. 7. 1940, † 12. 2. 1983
- Po poválečném odsunu duchovního Cohnena byla duchovní správa zajišťována z farností Teplice a Šanov faráři Bohumilem Jelínkem a Václavem Hatašem.
- 3. 9.  1948   Josef Novosad, SDB
- 1. 3.  1951   Oldřich Vinduška
- 18. 3. 1954    Jiří Mickel, O. Cist.
- 1. 5.  1962    Štefan Sivák
- 22. 2. 1963    Antonín Pospíšil
- 1. 6.  1963    Jaroslav Novosad
- 1. 2.  1969    Ferdinand Plhal, SDB
- 1. 8.  1970    Jan Rob, SDB
- 1. 8.  1973    Jaroslav Novosad
- 1. 4.  1994    Milan Matfiak
- 1. 6. 1999     Josef Hurt, admin. exc. z farnosti – děkanství Duchcov
- 1. 7.  2001    Štefan Pilarčík, admin. exc. z farnosti Hrob[3]

Kromě kněží stojících v čele farnosti, působili ve farnosti v průběhu její historie i jiní kněží. Většinou pracovali jako farní vikáři, kaplani, katecheté, výpomocní duchovní aj.

## Území farnosti
Do farnosti náleží území obce:
- Moldava (Moldau)[p 2]
- Oldříš (Ullersdorf)[p 2]
- Pastviny (Grünwald)[p 2]

## Římskokatolické sakrální stavby a místa kultu na území farnosti
| | Fotografie | Stavba                        | Místo   | Bohoslužby                      | Zeměpisné souřadnice             | Status       | Číslo kulturní památky                       |
| Kostel | Kostel     | Kostel                        | Kostel  | Kostel                          | Kostel                           | Kostel       | Kostel                                       |
| --- | ---------- | ----------------------------- | ------- | ------------------------------- | -------------------------------- | ------------ | -------------------------------------------- |
| 1. |            | Kostel Navštívení Panny Marie | Moldava | bližší informace o bohoslužbách | 50°43′10″ s. š., 13°38′52″ v. d. | farní kostel | 42705/5-2684 (Pk•MIS•Sez•Obr•WD) (Q24045383) |
| Některé drobné sakrální stavby a pamětihodnosti lze dohledat zde v databázi Drobné sakrální památky Zaniklé sakrální stavby lze dohledat zde v databázi Poškozené a zničené kostely, kaple a synagogy v České republice |            |                               |         |                                 |                                  |              |                                              |

Ve farnosti se mohou nacházet i další drobné sakrální stavby, místa římskokatolického kultu a pamětihodnosti, které neobsahuje tato tabulka.

## Příslušnost k farnímu obvodu
Z důvodu efektivity duchovní správy byl vytvořen farní obvod (kolatura) farnosti Hrob, jehož součástí je i farnost Moldava, která je tak spravována excurrendo.